# 海嘯報
《海嘯報》（Báo Sóng Thần）是一份主張消除腐敗的越南共和國日報。報紙誕生於1971年，在軍醫何叔仁（Hà Thúc Nhơn）發起的反腐運動的影響下成立。它也是越南第一家股份制報紙。

## 背景
何叔仁上尉是芽莊醫院的一名醫生，他和一些病人佔領了芽莊醫院，要求當局解決這家醫院的腐敗問題。他和其他一些人在當局清理醫院的時候遭到了射殺。隨後，淵韜（Uyên Thao）、朱子（Chu Tử）、阮廖（Nguyễn Liệu）和范文良（Phạm Văn Lương）等知識分子聚集在一起成立了“何叔仁反腐”（Hà Thúc Nhơn chống tham nhũng）小組。《海嘯報》由此誕生。